# Kunstverein Bielefeld

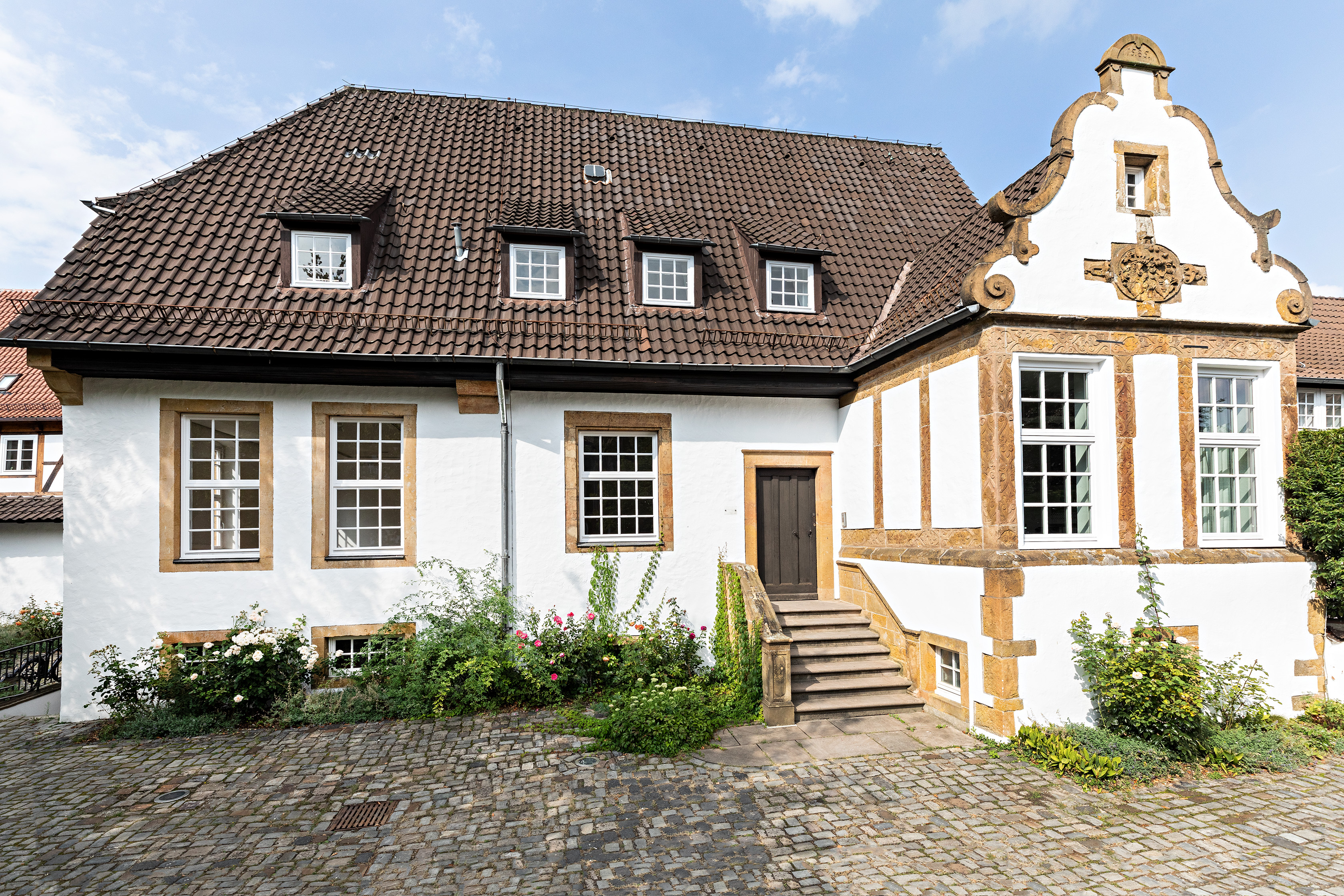
Kunstverein Bielefeld (2019), Foto: Fred Dott

Der Kunstverein Bielefeld (bis 2019: Bielefelder Kunstverein e. V.) ist ein gemeinnütziger und eingetragener Verein mit Sitz in Bielefeld, der sich der Vermittlung zeitgenössischer Kunst widmet. Seit 2024 leiten Katharina Klang und Victoria Tarak den Kunstverein.

## Geschichte
Der Verein wurde 1929 gegründet. Der Gründungsvorstand bestand aus Gerhard von Möller, Theodor Buddeberg, Heinrich Becker, Otto Lorentz und Walther Delius. Ziel des Vereins war die finanzielle Unterstützung des Kunsthauses in der Hindenburgstraße (heute Alfred-Bozi-Straße) und der Ausstellungen im Kunsthaus.

## Gegenwart
Der Kunstverein ist ein Ausstellungszentrum für zeitgenössische Malerei, Fotografie und Grafik, Installation, Videokunst und Architektur und organisiert darüber hinaus Führungen und Vortragsreihen und andere Veranstaltungen zur Förderung zeitgenössischer Kunst und Künstler. Er veranstaltet jährlich fünf bis sechs Ausstellungen, die aktuelle Entwicklungen der bildenden Kunst vorstellen und bewerten. Begleitende Kataloge vertiefen die Informationen über einzelne Künstler oder thematische Zusammenhänge.
Die Räume des Kunstvereins befinden sich im Waldhof, einem Adelshof der Wolde aus dem 16. Jahrhundert im Stil der Weserrenaissance, der in der Altstadt, dem Zentrum Bielefelds, gelegen ist. Teile der historischen Bausubstanz reichen bis in die Zeit der Bielefelder Stadtgründung im 13. Jahrhundert zurück. Das Gewölbe des Waldhofs stammt aus der Zeit der Gotik.
Heute hat der Verein mehr als 1000 Mitglieder.

## Auszeichnungen
2014 erhielt der Kunstverein den ADKV-ART COLOGNE Preis für Kunstvereine der Arbeitsgemeinschaft Deutscher Kunstvereine und der Art Cologne.

## Direktoren des Kunstvereins
- 1987–2002 Andreas Beaugrand[9]
- 2003–2008 Stefanie Heraeus[9]
- 2009–2019 Thomas Thiel[9]
- 2019–2023 Nadine Droste[9]
- 2023 Oriane Durand[9]
- seit 2024 Katharina Klang und Victoria Tarak[9]